# نظام حكم أسقفي

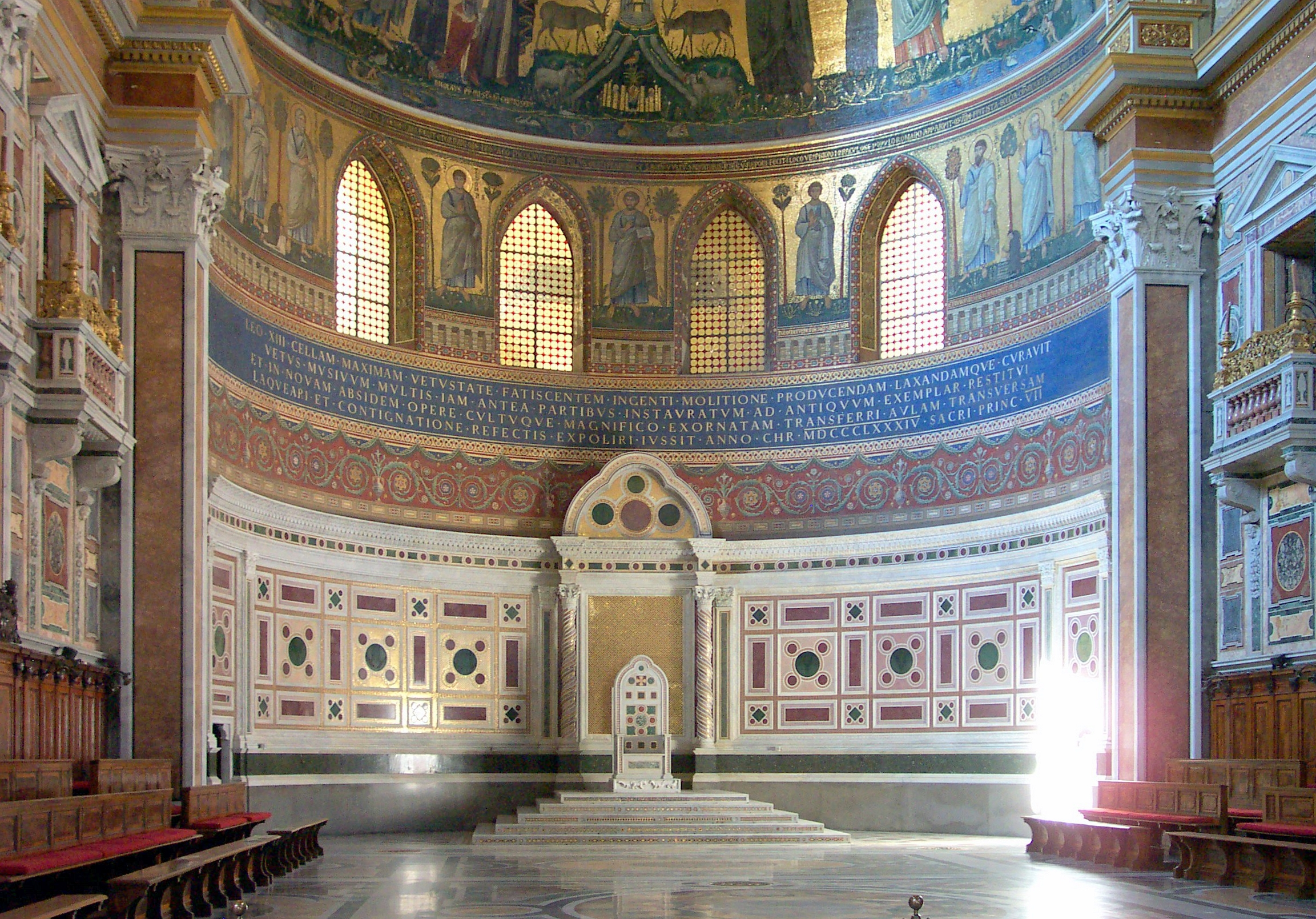
الرئيس (cathedra) من الحبر الأعظم (البابا) في الكنيسة الكاثوليكية في Archbasilica القديس يوحنا لاتران في روما، إيطاليا يمثل له الأسقفية السلطة.

نظام الحكم الأسقفي هو الشكل الهرمي لنظام الحكم الكنسي المحلي والمنوط برجل الدين الذي يعرف بالأسقف. هي البنية التنظيمية التي تستخدمها العديد من كبرى الكنائس المسيحية والطوائف، مثل الكاثوليكية الرومانية، والأرثوذكسية الشرقية، الأرثوذكسية المشرقية، والكنيسة الشرقية ولأنجليكانية الكنائس اللوثرية وغيرها من الكنائس التي تأسست بشكل مستقل من هذه الأنساب.

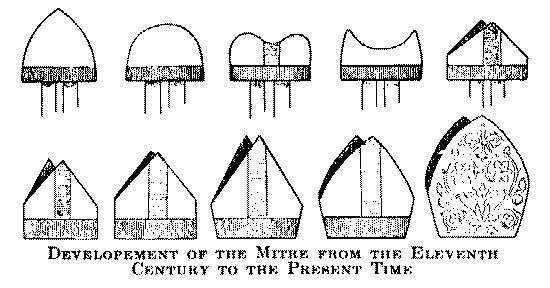
في الكنيسة الكاثوليكثة، يعتمد غطاء الرأس لإظهار درةة سلطة الكاهن.

تمارس الكنائس التي تخضع لنظام الحكم الأسقفي سلطاتها في الأبرشيات والمؤتمرات و المجاميع السينوسودية. تنبع السلطة القيادية لأساقفة هذه الكنائس من الأسرار الروحانية ومن الدساتير الموضوعة. يقوم دور الأساقفة على خدمة الأسرار اللاهوتية  سيامة الرهبان،  والتكريس كما يشرف على عمل رجال الدين ضمن الاختصاص المحلي للكنيسة وهو ممثل لكل من البنية العلمانية للكنيسة وللتسلسل الاهوتي الهرمي للكنيسة. تاريخا، يستمد الأساقفة سلطتهم من الخلافة الرسولية للرسل الإثني عشر بشكل تسلسلي مباشر باتباع ما جاء في في انجيلي 1 تيموثاوس 3 و 2 تيموثاوس 1. في بعض النظم قد يخضع الأسقف لسلطة أسقف أعلى منه مرتبة يسمون بألقاب مختلفة مثل مطارنة أو بطاركة، أو ارشمنديت بحسب التقاليد. كما أن لهم مجالس يجتمعون بها فيما يسمى المجامع إو السينودس والتي يرأسهاهأعلى أساقفة المجمع رتبة وعادة ما يتخذون القرارات الهامة قد يكون هدفهم تقديم الاستشارة.
من الكنائس التي تطبق النظام الأسقفي:
- الكنيسة الكاثوليكية الرومانية
- الكنيسة الأرثوذكسية الشرقية
- الكنائس الشرقية الأرثوذكسية
- كنيسة المشرق الآشورية
- الكنائس الأنغليكانية
- الكنائس الكاثوليكية القديمة
- العديد من الكنائس الكاثوليكية الصغيرة
- بعض الكنائس اللوثرية
- الكنيسة الأسقفية الميثودية الأفريقية

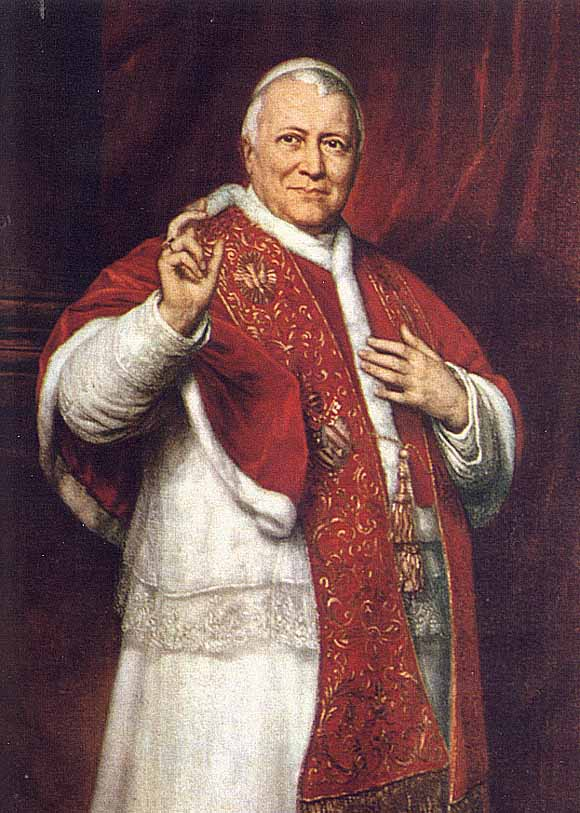
البابا بيوس التاسع إلى عقد الفاتيكاني الأول الذي أقر عقيدة البابا كما تظهر رأس الكنيسة، رئيس الوزراء الأسقف على التسلسل الهرمي من رجال الدين المؤمنين

- الكنيسة الميثودية المتحدة

## الكنيسة الكاثوليكية الرومانية
ترى الكنيسة الكاثوليكية أن الرقابة الكنسية تأتي بسلطة من المسيح ولا تستمد من البشر والتي أعطاها لرسله الإثني عشر. فسلطة كل كنيسة تأتي من رسول من الرسل الذي أسس أ، ل كنيسة في تلك المنطقة. فالكرسي الرسولي في روما، أتى بسلطة غير منقطعة من القديسين بطرس وبولس الرسول الذين بنى ا أول كنيسة في روما.  وبما أن بطرس الرسول هو «الأمير رئيس الرسل»، فأصبح وليه، أي البابا،  هو علامة مرئية وأداة التواصل بين المجمع الأسقفي ووكذلك على الكنائس المحلية في جميع أنحاء العالم.وهكذا، لديها الشرعية القانونية على الكنيسة كلها. هذه السلطة التي قدمها السيد المسيح عبر القديس بطرس والرسل تنتقل من جيل إلى جيل من خلال قوة الروح القدس ومن خلال وضع الأيدي من الرسل إلى الأساقفة في خلافة مستمرة.

## الأرثوذكسية الشرقية
. في الكنيسة الأرثوذكسية الشرقية تعتبر أن كل الكنائس المستقلة هي تجمع  جماعي جمع حول المسيح بينما المطارنة والأساقفة يتجمعون حولهم  وما إلى ذلك في نموذج يسمى «الهرمية المجمعية». هذه الفكرة منبسقة  إنجيل الرؤيا حين ذكر أن 24 شيخا تجمعوا حول عرش المسيح، اولذي يعتقد أنها تمثل 12 بطاركا إسرائيليا و12 هم رسل يسوع المسيح. لفبالكنيسة الأرثوذكسية، لا يوجد بطركا واحدا يملك سلطة حصرية مثل بابا روما. مع هذا، يعتبربطريرك القسطنطينية (إسطنبول حاليا) هو «الأول بين متساوين».

## الكنائس الأرثوذكسية المشرقية
تعتمد الكنائس الأرثوذوكسية المشرقية النظام الأسقفي والخلافة الرسولية. يشكل الأساقفة داخل كل كنيسة وطنية المجمع الكنسي الذي له سلطة حتى على البطرك نفسه. يعود نسب خلافة الكنيسة السريانية الأرثوذكسية تعود الرسولية إلى القديس بطرس لذلك تعتبر أن أنطاكية المركز الرسولي للقديس بطرس. أما الكنيسة الرسولية الأرمنية فبعود نسب الخلافة إلى الرسول بارثولوميو. ويعود نسب الخلافة في الكنيسة الهندية الأرثوذكسية إلى الرسول توما. أما الكنيسة الأرثوذكسية الإثيوبية فتسلسل خطوط الخلافة إلى الكنيسة القبطية الأرثوذكسية في القرن الخامس.
تعترف الكنيستين الأورثوذكسية اليونانية والقبطية ببابا الإسكندرية كمرجع لهما بشكل منفصل (البابا بطريرك الإسكندرية وسائر أفريقيا، بابا الكنيسة القبطية الأرثوذكسية في الإسكندرية على التوالي)، وكلاهما يأخذان الخلافة الرسولية من الرسول مرقس الإنجيلي.[بحاجة لمصدر]

## كنيسة الشرق
تاريخيا  تتبع الكنيسة الشرقية قد خلافة القديس توما الرسول. حاليا أساقفة كنيسة المشرق الآشورية تستمر في الحفاظ على الخلافة الرسولية.

## الأنغليكانية
الكنية الانجليكانيه، وهي أكثر الاصلاحات التقاليدية، تعتمد الخلافة الرسولية في شروط مماثلة لمختلف الكنائس الرومانية الكاثوليكية والأرثوذكسية ويرجعون الهلافة إلى إلى القديس أوغسطين من كانتربري وإلى المقاطعة الرومانية من بريطانيا في القرن الأول.

## وصلات خارجية
- الفاتيكان: الكرسي الرسولي الموقع الرسمي البابوية
- الموسوعة الكاثوليكية: الأسقف
- موقع رئيس أساقفة كانتربري الموقع الرسمي لكنيسة إنجلترا
- Episcopacy
- الميثودية المتحدة مجلس الأساقفة من الموقع الرسمي من الكنيسة الميثودية المتحدة
- الميثودية Episcopacy: البحث عن الأوامر المقدسة من قبل غريغوري س. نيل
- بيان متفق عليه بشأن Conciliarity والأولوية في الكنيسة من قبل الأرثوذكس/الرومانية الكاثوليكية التشاور في الولايات المتحدة الأمريكية عام 1989.